# 고지마 세이라
고지마 세이라(일본어: 小嶋 星良, 2000년 2월 5일 ~ )는 일본의 여자 축구 선수이다.

## 구단 경력
나데시코 리그의 우라와 레즈, 오르카 가모가와 FC에서 활동했다.

## 국가대표팀 경력
그녀는 2016년 FIFA U-17 여자 월드컵에 참가할 일본 U-17 국가대표팀에 발탁되었으며, 3경기에 출전, 준우승에 기여했다.